# Cryptoscatomaseter ejectus
Cryptoscatomaseter ejectus är en skalbaggsart som beskrevs av Gordon och Paul E.Skelley 2007. Cryptoscatomaseter ejectus ingår i släktet Cryptoscatomaseter och familjen Aphodiidae. Inga underarter finns listade i Catalogue of Life.